# Grand Prix Hiszpanii 1981
Grand Prix Hiszpanii 1981 (oryg. Gran Premio Talbot de España) – siódma runda Mistrzostw Świata Formuły 1 w sezonie 1981, która odbyła się 21 czerwca 1981, po raz dziewiąty na torze Circuito del Jarama.
27. Grand Prix Hiszpanii, 15. zaliczane do Mistrzostw Świata Formuły 1.

## Klasyfikacja
| Legenda oznaczeń w tabelach wyników Wyświetl szablon na nowej stronie | Legenda oznaczeń w tabelach wyników Wyświetl szablon na nowej stronie                                                                     |
| Oznaczenie                                                            | Wyjaśnienie |
| --------------------------------------------------------------------- | --- |
| Złoty                                                                 | Zwycięzca lub mistrzostwo |
| Srebrny                                                               | 2. miejsce lub wicemistrzostwo |
| Brązowy                                                               | 3. miejsce lub II wicemistrzostwo |
| Zielony                                                               | Ukończył, punktował (w klasyfikacji generalnej, gdy zdobył co najmniej jeden punkt na przestrzeni sezonu, poza trzema powyższymi opcjami) |
| Niebieski                                                             | Ukończył, nie punktował (w klasyfikacji generalnej, gdy nie zdobył co najmniej jednego punktu na przestrzeni sezonu)                      |
| Czerwony                                                              | Nie zakwalifikował się (NZ) |
| Czerwony                                                              | Nie prekwalifikował się (NPK) |
| Różowy                                                                | Nie ukończył (NU) |
| Różowy                                                                | Niesklasyfikowany (NS) (w klasyfikacji generalnej, gdy nie został sklasyfikowany w żadnym wyścigu sezonu)                                 |
| Czarny                                                                | Zdyskwalifikowany (DK) |
| Czarny                                                                | Wykluczony (WYK/EX) |
| Biały                                                                 | Nie wystartował (NW) |
| Biały                                                                 | Kontuzjowany (K/INJ) |
| Biały                                                                 | Wyścig odwołany (OD/C) |
| Bez koloru                                                            | Został wycofany (WYC/WD) |
| Bez koloru                                                            | Nie przybył (NP/DNA) |
| Bez koloru                                                            | Nie brał udziału w treningach (NT/DNP) |
| Bez koloru                                                            | Nie został zgłoszony (–) |
| Pogrubienie                                                           | Start z pole position |
| Kursywa                                                               | Najszybsze okrążenie wyścigu |
| †                                                                     | Nie ukończył, ale jego rezultat został zaliczony ze względu na przejechanie więcej niż 90% dystansu wyścigu.                              |
| *                                                                     | Sezon w trakcie |
| 1/2/3                                                                 | Punktowana pozycja w sprincie kwalifikacyjnym                                                                                             |
| Lista systemów punktacji Formuły 1                                    | |

| Poz | Nr | Kierowca              | Konstruktor     | Okrążenia | Czas/powód NU      | Poz. start. | Punkty |
| --- | -- | --------------------- | --------------- | --------- | ------------------ | ----------- | ------ |
| 1   | 27 | Gilles Villeneuve     | Ferrari         | 80        | 1:46:35.01         | 7           | 9      |
| 2   | 26 | Jacques Laffite       | Ligier-Matra    | 80        | + 0.22             | 1           | 6      |
| 3   | 7  | John Watson           | McLaren-Ford    | 80        | + 0.58             | 4           | 4      |
| 4   | 2  | Carlos Reutemann      | Williams-Ford   | 80        | + 1.01             | 3           | 3      |
| 5   | 11 | Elio de Angelis       | Lotus-Ford      | 80        | + 1.24             | 10          | 2      |
| 6   | 12 | Nigel Mansell         | Lotus-Ford      | 80        | + 28.58            | 11          | 1      |
| 7   | 1  | Alan Jones            | Williams-Ford   | 80        | + 56.58            | 2           |        |
| 8   | 22 | Mario Andretti        | Alfa Romeo      | 80        | + 1:00.80          | 8           |        |
| 9   | 16 | René Arnoux           | Renault         | 80        | + 1:07.08          | 17          |        |
| 10  | 23 | Bruno Giacomelli      | Alfa Romeo      | 80        | + 1:13.65          | 6           |        |
| 11  | 21 | Chico Serra           | Fittipaldi-Ford | 79        | + 1 okrążenie      | 21          |        |
| 12  | 20 | Keke Rosberg          | Fittipaldi-Ford | 78        | + 2 okrążenia      | 15          |        |
| 13  | 33 | Patrick Tambay        | Theodore-Ford   | 78        | + 2 okrążenia      | 16          |        |
| 14  | 14 | Eliseo Salazar        | Ensign-Ford     | 77        | + 3 okrążenia      | 24          |        |
| 15  | 28 | Didier Pironi         | Ferrari         | 76        | + 4 okrążenia      | 13          |        |
| 16  | 17 | Derek Daly            | March-Ford      | 75        | + 5 okrążeń        | 22          |        |
| NS  | 3  | Eddie Cheever         | Tyrrell-Ford    | 62        | Nie sklasyfikowany | 20          |        |
| NU  | 25 | Jean-Pierre Jabouille | Ligier-Matra    | 51        | Hamulce            | 19          |        |
| NU  | 6  | Héctor Rebaque        | Brabham-Ford    | 46        | Skrz. biegów       | 18          |        |
| NU  | 30 | Siegfried Stohr       | Arrows-Ford     | 43        | Zapłon             | 23          |        |
| NU  | 5  | Nelson Piquet         | Brabham-Ford    | 43        | Wypadek            | 9           |        |
| NU  | 15 | Alain Prost           | Renault         | 28        | Wypadł z toru      | 5           |        |
| NU  | 29 | Riccardo Patrese      | Arrows-Ford     | 21        | Hamulce            | 12          |        |
| NU  | 8  | Andrea de Cesaris     | McLaren-Ford    | 9         | Wypadek            | 14          |        |
| NZ  | 4  | Michele Alboreto      | Tyrrell-Ford    |           |                    |             |        |
| NZ  | 31 | Beppe Gabbiani        | Osella-Ford     |           |                    |             |        |
| NZ  | 9  | Slim Borgudd          | ATS-Ford        |           |                    |             |        |
| NZ  | 35 | Brian Henton          | Toleman-Hart    |           |                    |             |        |
| NZ  | 36 | Derek Warwick         | Toleman-Hart    |           |                    |             |        |
| NZ  | 32 | Giorgio Francia       | Osella-Ford     |           |                    |             |        |